# Deutsch-französische Erbfeindschaft
Die so genannte Deutsch-französische Erbfeindschaft war ein im Deutschland des 19. Jahrhunderts geprägter nationalistischer Topos, der rein machtpolitische, staatliche Rivalitäten als naturgegebene Gegnerschaft zwischen dem deutschen und dem französischen Volk interpretierte.
Der Begriff bezog sich auf die Zeit von den Reunionskriegen Ludwigs XIV. über die Revolutionskriege, die Befreiungskriege und den Deutsch-Französischen Krieg von 1870/71 bis zum Ersten und Zweiten Weltkrieg. Er suggerierte, dass all diese Konflikte zwischen Deutschland und Frankreich mit friedlichen Mitteln nicht zu lösen gewesen seien. Die Gründung der Europäischen Gemeinschaften in den 1950er Jahren beendete diese Epoche der Feindschaft. Symbolisch und tatsächlich unterstrichen wurde dies durch den Élysée-Vertrag vom 22. Januar 1963, der auch die Grundlagen für eine intensive bilaterale Zusammenarbeit in der Außen-, Jugend- und Kulturpolitik legte. Heute sind die deutsch-französischen Beziehungen durch ein enges Freundschaftsverhältnis innerhalb der Europäischen Union gekennzeichnet, wenngleich Ressentiments durch die kaum ernst gemeinten Bezeichnungen Franzmann oder Boche in beiden Ländern fortbestehen: Von einer Frankophobie kann keine Rede mehr sein.

## Begriff

### Etymologie
Mit dem Begriff Erbfeind wird allgemein ein über mehrere Generationen hinweg verhasster Gegner bezeichnet, also ein von den Vorfahren „vererbter“ Feind. Im Mittelhochdeutschen war mit erbevīnt zumeist der Teufel gemeint. In diesem Sinne verwendet Martin Luther den Begriff. Ab dem 15. Jahrhundert wurde der Begriff auf die Türken angewendet, die in den jahrhundertelangen Türkenkriegen und den Eroberungszügen bis vor die Residenzstadt Wien (Belagerungen 1529 und 1683) als permanente Bedrohung angesehen wurden. Im 19. Jahrhundert wurde er von Ernst Moritz Arndt (1769–1860) auf die deutsch-französischen Beziehungen übertragen und so in den Diskurs des deutschen Nationalismus eingeführt.

### Entstehung des Schlagworts im 19. Jahrhundert
Anders als die zentralistische französische Monarchie war das Heilige Römische Reich durch Partikularismus und Souveränität der Einzelstaaten geprägt. Daher existierte bis zur deutschen Reichsgründung im Jahr 1871 keine einheitliche deutsche Außenpolitik und mithin auch keine einheitlichen deutsch-französischen Beziehungen freundlicher oder unfreundlicher Art. Allerdings gab es vom ausgehenden 15. bis zur Mitte des 18. Jahrhunderts eine ausgeprägte machtpolitische Gegnerschaft zwischen Frankreich und den Habsburgern. Da letztere die römisch-deutschen Kaiser stellten, sahen Nationalisten in dieser rein dynastischen Rivalität einen Ursprung der „Erbfeindschaft“. Vor allem unter dem Eindruck der Befreiungskriege gegen Napoleon in den Jahren 1813/1814 projizierten deutsche Nationalisten eine solche Kontinuität der Feindschaft zwischen beiden Völkern in die Vergangenheit hinein. Ernst Moritz Arndt machte in seinem 1813 entstandenen Lied Was ist des Deutschen Vaterland? Frankophobie und Hass auf den Nachbarn nachgerade zum feststehenden Merkmal deutscher Identität:
Das ist des Deutschen Vaterland,

wo Zorn vertilgt den welschen Tand,

wo jeder Franzmann heißet Feind,

wo jeder Deutsche heißet Freund.

Das soll es sein! das soll es sein!

Das ganze Deutschland soll es sein!
Auch französische Nationalisten beschworen nach Bedarf die ferne Vergangenheit, um Krieg mit deutschen Mächten zu rechtfertigen.
So begründete Antoine Alfred Agénor de Gramont, der Außenminister Napoleons III. die Notwendigkeit eines Krieges gegen Preußen in einer Parlamentsrede vom 6. Juli 1870 mit dem Hinweis auf eine drohende Umklammerung Frankreichs wie in den Zeiten Kaiser Karls V.
In Deutschland waren Vorstellungen von einer historisch ererbten, nahezu zwangsläufigen Feindschaft aber weitaus stärker verwurzelt. Viele Vertreter der Romantik träumten beispielsweise von einem mittelalterlichen Kaisertum und dessen Erneuerung in der Gegenwart. Sie verbanden damit das Lob scheinbar „urdeutscher“ Tugenden wie Gefolgschaftstreue, Fleiß, Tiefgründigkeit und Kampfbereitschaft, während man den Franzosen (wie allgemein den Romanen, die man abwertend als „Welsche“ bezeichnete) negative Charakterzüge wie Genusssucht, Oberflächlichkeit, übertriebenen Intellektualismus u. ä. unterstellte. Auch ein Gegensatz der politischen Ideale ergab sich daraus insofern, als diesen deutschen Nationalisten und Konservativen die Ideale der Französischen Revolution, insbesondere die Demokratie, als „undeutsch“ und „artfremd“ erschienen und stattdessen Gehorsam und Untertanengeist als angebliche Tugenden dagegengesetzt wurden. So ergab sich ein Weltbild, in dem man ein „welsches“ und ein „deutsches“ „Wesen“ sah, die sich diametral gegenüberstanden und deren Gegensatz sich vorgeblich auch in der Geschichte belegen ließ. Eine prominente Gegenstimme bildete Johann Wolfgang von Goethe, der sagte:

„Und, unter uns, ich haßte die Franzosen nicht, wiewohl ich Gott dankte, als wir sie los waren. Wie hätte auch ich, dem nur Cultur und Barbarei Dinge von Bedeutung sind, eine Nation hassen können, die zu den cultivirtesten der Erde gehört und der ich einen großen Theil meiner eigenen Bildung verdankte!
Ueberhaupt, fuhr Goethe fort, ist es mit dem Nationalhaß ein eigenes Ding. – Auf den untersten Stufen der Cultur werden Sie ihn immer am stärksten und heftigsten finden. Es giebt aber eine Stufe, wo er ganz verschwindet und wo man gewissermaßen über den Nationen steht, und man ein Glück oder ein Wehe seines Nachbarvolkes empfindet, als wäre es dem eigenen begegnet.“

## Geschichtsbild der Erbfeindthese
Das reale Verhältnis zwischen Franzosen und Deutschen war in der Geschichte sehr vielschichtig, so dass sich Spannungen und Kriege, die ja von deutscher Seite nie von einer Nation, stets nur von – häufig genug untereinander verfeindeten – Einzelstaaten geführt wurden, mit kultureller Befruchtung und politischen Allianzen abwechselten und vermischten.

### Frühzeit und Mittelalter
Um dem Gegensatz einen möglichst universellen Charakter zu geben, wurde sein Beginn auf eine möglichst archaische Frühzeit zurückverlegt, sodass man bereits in Kämpfen zwischen germanischen Völkern und den Römern das Prinzip der vermeintlichen Erbfeindschaft zu erkennen glaubte. Das Schwert des 1875 eingeweihten Hermannsdenkmals weist nach Westen gegen Frankreich. Dabei blieb unberücksichtigt, dass auch damals viele germanische Stämme untereinander verfeindet gewesen waren und sie wenig miteinander verbunden hatte, am allerwenigsten eine „deutsche Identität“. Gleichfalls wird bei diesem Konzept ausgeblendet, dass es auch vielfach eine germanisch-romanische Synthese gegeben hat.
Bei der Ausbildung des Frankenreiches im Frühmittelalter lässt sich dies ebenfalls zeigen. Hier werden auch die Inkonsequenzen in der Argumentation um Germanen/Deutsche und Romanen/Franzosen besonders deutlich, sahen die Vertreter eines Ur-Gegensatzes doch zum einen in der Reichsbildung der Merowinger eine Kulturleistung von Germanen, ohne doch wirklich leugnen zu können, dass ebendieses Reich auch der Vorgänger des späteren „Erzgegners“ Frankreich war. Auch Karl der Große wurde in dieser Geschichtskonzeption von deutscher Seite vereinnahmt, ungeachtet der Tatsache, dass er als „Charlemagne“ auch den Franzosen ahistorisch als Ahnherr gilt. Die karolingischen Teilungen, die damals zunächst ein rein privatrechtlicher Vorgang um das Erbrecht in der Königsfamilie waren, wurden von den Deutschnationalen des 19. Jahrhunderts denn auch als Manifestation des genannten Gegensatzes gesehen, obwohl west- und ostfränkisches Reich eher mit auswärtigen Gegnern zu kämpfen hatten und untereinander das Zusammengehörigkeitsgefühl als „Franken“ noch dominierte.
Was das römisch-deutsche Reich angeht, so sahen deutsche Nationalisten des 19. und 20. Jahrhunderts in dessen Kaisern eine Art Ahnenreihe, die sich bis in ihre Zeit fortsetzen ließ; dabei wurden die bekanntesten ottonischen Könige, Heinrich I. und Otto I., quasi als weitere Gründerväter des „Ersten Kaiserreiches“ betrachtet. Hierbei außer Acht gelassen wird, dass es von Beginn an teils heftige Reaktionen des Hochadels gegen eine Königsherrschaft gegeben hatte, ein Bild, das nicht in die angebliche Harmonie zwischen König/Kaiser und „deutschem Volk“ und der Gefolgschaftstreue passte. Stattdessen sah die politische Wirklichkeit des Hochmittelalters die allmähliche Umwandlung der alten Stammesherzogtümer zu weltlichen und geistlichen Territorialstaaten, die dem König bzw. Kaiser einen lediglich formalen Vorrang zubilligten; die Kurfürsten als die mächtigsten der Fürsten im Reich ließen keinen Zweifel daran, dass der König von ihnen eingesetzt wurde und folglich auch jederzeit wieder abgesetzt werden konnte. Anders die Entwicklung in Frankreich, wo es dem König gelang, sich gegen seine Vasallen durchzusetzen und eine zentral gelenkte Monarchie zu etablieren, also eine Staatsform, wie sie sich die deutschen Konservativen des 19. Jahrhunderts für das deutsche Mittelalter ausmalten, wo sie aber so gerade nicht existiert hatte. Im Übrigen war das Verhältnis zwischen Deutschen und Franzosen im Mittelalter von guter Nachbarschaft geprägt: Man führte gemeinsam Kreuzzüge, Kriege gegeneinander gab es nur selten – 1124 zog Kaiser Heinrich V. gegen Frankreich, 1214 wurden die deutschen Welfen von den Kapetingern in der Schlacht bei Bouvines geschlagen. Dies waren in der Hauptsache dynastische Kämpfe, an denen die jeweiligen Völker wenig Anteil hatten. Die gotische Dombaukunst war ein ursprünglich französisches Produkt, was die deutschen Patrioten des 19. Jahrhunderts nicht daran hinderte, in der Fertigstellung des Kölner Doms nach 700 Jahren ein Symbol des Deutschtums zu sehen.

### Frühe Neuzeit

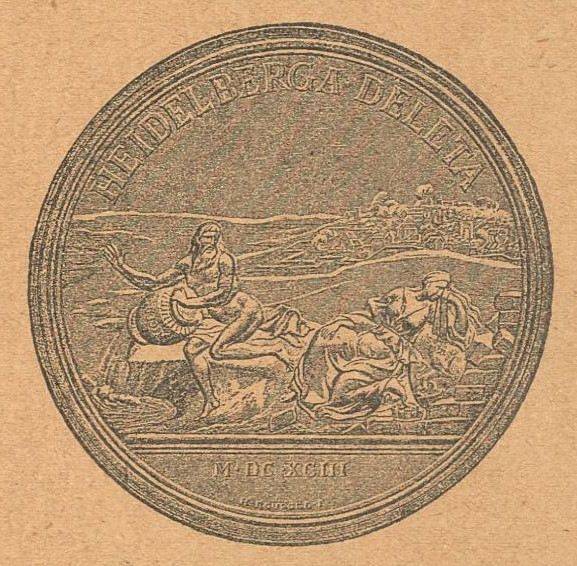
Heidelberg wurde zerstört. Französische Triumphmedaille (1693)

In der Renaissance schlugen zwar Humanisten und Reformatoren deutsche Töne an, die sich im Wesentlichen gegen die Dominanz der römischen, also „welschen“ Kirche richteten. Zugleich gab es aber auch wieder entscheidende kulturelle Befruchtungen durch die Romanen, etwa in der Malerei und in der Musik. Gerade die ersten Sprachgesellschaften in Deutschland, die sich nach 1600 ausbildeten, lehnten sich eng an vergleichbare italienische und französische Vorbilder an, obwohl es ihr erklärtes Ziel war, die deutsche Sprache vor einer „Überfremdung“ durch meist französische Fremdwörter zu bewahren (Sprachpurismus). Preziosentum und Fremdwörtersucht wurde zwar oft kritisiert, zugleich aber diente der aufkommende Absolutismus der Bourbonen auch deutschen Fürsten als nacheifernswertes Vorbild.
Seit dem 16. Jahrhundert bildete in der europäischen Politik der habsburgisch-französische Gegensatz eine wesentliche Komponente. Hierbei waren die Versuche Frankreichs, seine Grenze nach Osten zu verschieben, weniger eine nationale Angelegenheit als eine des dynastischen Gegensatzes. Zwar standen auf Seiten Habsburgs auch zahlreiche deutsche Fürsten, doch zeigen die Fronde, der Verlauf des Dreißigjährigen Krieges, der erste Rheinbund und die Allianz Kurkölns und Bayerns mit Frankreich im 17. und 18. Jahrhundert, dass sich die Frage nicht auf einen nationalen Gegensatz zwischen Deutschland gegen Frankreich reduzieren lässt. Auch die Hohenzollern in Brandenburg waren häufig, als aufstrebende Konkurrenten der Habsburger, Alliierte Frankreichs und waren kulturellen Einflüssen gegenüber, die von dort kamen, durchaus offen. So war etwa auch Friedrich II., der von den Verfechtern einer nationalistischen Ideologie gerne in Anspruch genommen wurde, stark von der französischen Kultur geprägt, sprach besser französisch als deutsch und pflegte lieber Umgang mit einem Voltaire und Maupertuis als mit den Dichtern der deutschen Aufklärung.
Aufgrund des absolutistischen Systems war Frankreich unter Ludwig XIV in der Lage eine Streitmacht von bis zu 400.000 Soldaten zu unterhalten. Dies machte Frankreich zur bestimmenden Militärmacht auf dem europäischen Kontinent. Dies erlaubte Ludwig XIV eine Vielzahl von Kriegen mit großer Brutalität zu führen. Johannes Willms beschreibt, dass durch die systematische Zerstörung ganzer Regionen und der Lebensgrundlage seiner Bewohner die damaligen Zeitgenossen schockierte. In der Folge entstanden Allianzen gegen Frankreich von unterschiedlichsten Akteuren wie Kaiser Leopold I und Spanien. Sogar ehemalige Verbündete Frankreichs wie etwa Hessen-Kassel, Brandenburg, Sachsen und Hannover schlossen sich der anti-französischen Koalition an. Die Plünderung der Kaisergräber im Dom von Speyer prägte sich tief in die deutsche Erinnerungskultur ein.
Einen entscheidenden Einschnitt bildete die Französische Revolution, die das monarchische Prinzip in Europa gefährdete und somit auch die Fürsten innerhalb des Reichs herausforderte, die den für ihre freiheitlichen Ideale kämpfenden Truppen zunächst nichts Gleichwertiges entgegenzusetzen hatten. Zu Beginn wurde die Revolution auch von vielen deutschen Intellektuellen begrüßt, bald aber wichen in der so genannten Franzosenzeit die anfänglichen Hoffnungen einer Ernüchterung. Mit der französischen Expansion unter Napoleon wurden weite Gebiete durch französische Truppen besetzt, der zweite Rheinbund wurde gebildet, das Heilige Römische Reich endete. Zwar kam es unter französischem Druck zu Reformen wie Bauernbefreiung, bürgerlichen Rechtskodifikationen, bürgerlicher Gleichstellung der Juden und städtischer Selbstverwaltung; auch profitierten einige deutsche Fürsten durchaus vom französischen Eingreifen, da ihnen für ihr Wohlverhalten Rangerhöhungen und Gebietserweiterungen im Rahmen des Reichsdeputationshauptschlusses zugestanden wurden. Doch nahm man vor allem die Demütigung durch die militärischen Niederlagen wahr. Die Befreiungskriege lassen sich daher nicht zuletzt als Kompensation für diese Demütigung interpretieren, in deren Gefolge es dann eben auch zu der Mythenbildung einer angeblichen Erbfeindschaft kam.

## Erbfeindschaftstheorie und ihre Auswirkung auf die Politik

### Ab 1815
Dennoch wurden diese zunehmenden Tendenzen eines deutschen Nationalismus im Zeitalter der Restauration nach 1815 für längere Zeit nicht politikbestimmend, da den Monarchen an einer Befriedung Europas gelegen war, wobei nationale Emotionen, die sich nicht mit der Souveränität der Einzelstaaten des Deutschen Bundes vertrugen, nur stören konnten. Dies war ein Hauptgrund dafür, dass die Revolution von 1848 in Deutschland scheiterte, da sie das etablierte System der Solidarität der Monarchen untereinander zu sprengen drohte. Dieses System schloss im europäischen Rahmen Frankreich durchaus mit ein, auch wenn dort das Bürgertum stärker war und weiterreichende Freiheitsrechte durchsetzen konnte (siehe Julirevolution von 1830 und Märzrevolution 1848).

### Rheinkrise

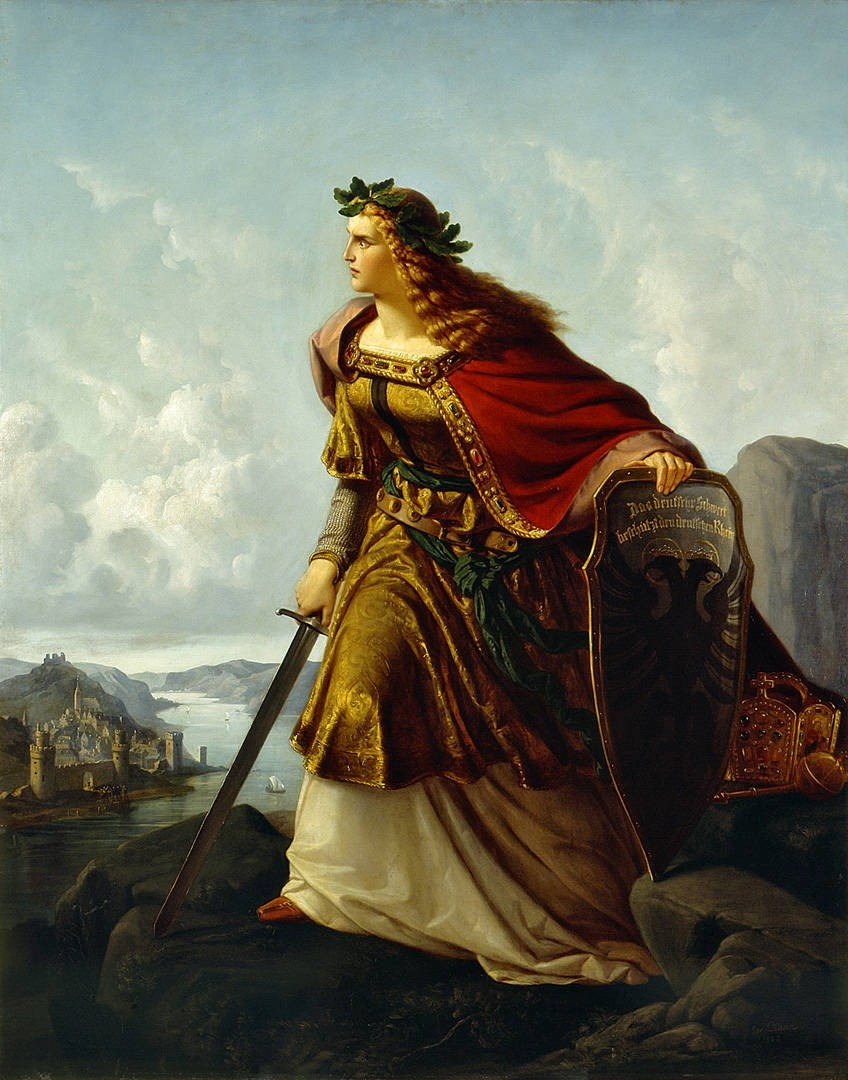
Germania auf der Wacht am Rhein, Historiengemälde von Lorenz Clasen, 1860

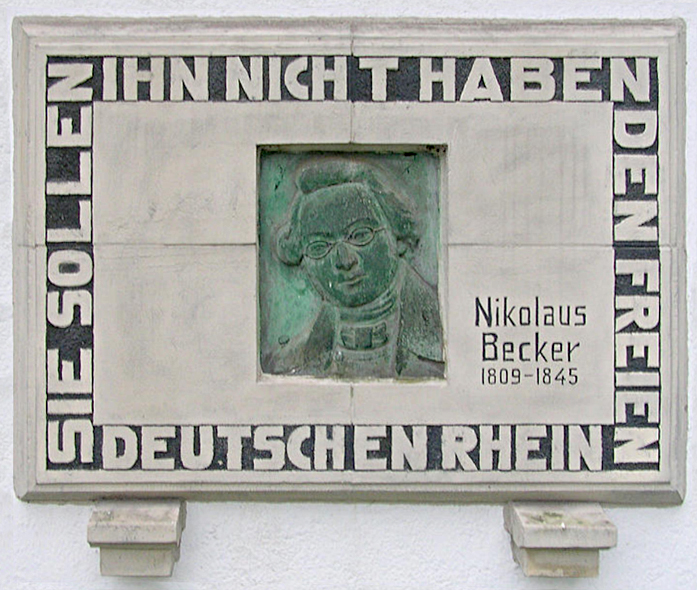
Geflügeltes Wort aus der Zeit der Rheinkrise: „Sie sollen ihn nicht haben, den freien deutschen Rhein“ (Inschrift zu Ehren Nikolaus Beckers)

Die Rheinkrise von 1840 wurde ausgelöst von französischen Ansprüchen auf das gesamte linke Rheinufer, die als Ablenkungsmanöver in einer außenpolitischen Krise geltend gemacht wurden. In Deutschland löste dies Proteste aus, es wurden Rheinlieder komponiert, von denen „Die Wacht am Rhein“ am bekanntesten ist. Auch das Deutschlandlied entstand vor diesem Hintergrund.
Der größere Freiheitsgrad in Frankreich inspirierte auch deutsche Intellektuelle wie Büchner und Heine, die den „deutschtümelnden“ und „antifranzösisch gesinnten“ Romantikern und denen, die eine deutsche Einheit besangen, eine republikanische Perspektive entgegenstellten, wobei es auch Berührungspunkte mit der frühen Arbeiterbewegung gab, die sich von Anfang an als international begriff und daher „antifranzösischen“ Ressentiments einen gewissen Widerstand entgegensetzte.

### „Rache für Sadowa!“
In der Schlacht von Königgrätz von 1866 trafen im Deutschen Krieg die Truppen Preußens auch beim böhmischen Dorf Sadová auf die Armeen der Österreicher und Sachsen, die im Verlauf der Schlacht vernichtend geschlagen wurden. Preußen wurde daraufhin Führungsmacht im Deutschen Bund, Ministerpräsident Otto von Bismarck setzte die kleindeutsche Lösung durch. Im Paris des Zweiten Kaiserreiches missbilligte man, dass der schnelle Sieg eine Kriegsteilnahme Frankreichs verhindert hatte und dass sich an der Ostgrenze anstatt der gewohnten deutschen Zersplitterung nun ein mächtiger, geeinter Nachbar unter preußischer Vormachtstellung bildete. Um Preußen an der weiteren Einigung Deutschlands zu hindern, kam schon bald das Schlagwort „Revanche pour Sadowa!“ („Rache für Sadowa!“) auf. Dies schlug ein weiteres Kapitel in der deutsch-französischen Erbfeindschaft auf. Ziel war es, den neuen Nachbarn im Keim zu ersticken. Es folgte 1870 die französische Kriegserklärung zum Deutsch-Französischen Krieg von 1870/71.

### Deutsch-Französischer Krieg 1870/71
Eine Wende ergab sich dann allerdings durch die bismarcksche Politik einer Einigung der Deutschen von oben durch die Preußen. Indem dabei ganz auf die militärische Stärke Preußens gesetzt wurde, gelang es, zunächst Österreich im Krieg von 1866 aus der Frage um die Gestaltung des deutschen Nationalstaats aus dem Rennen zu werfen, zum anderen provozierte Bismarck wenig später 1870/1871 die Auseinandersetzung mit Frankreich, wobei Bismarck die deutschen Konservativen, die ja in den Franzosen den „Erbfeind“ sahen, hinter sich wusste. Diese Feindschaft hatte auch der nach Paris geflohene König Georg V. von Hannover (nach der Annexion seines Königreichs Hannover im Deutschen Krieg 1866) genährt. Er wollte sich mit dem Verlust seines Königreichs nicht abfinden und schürte in Frankreich den Hass gegen Preußen.
Diese Umstände nutzten Bismarck für die deutsche Reichsgründung, wobei weite Kreise im deutschen Kaiserreich den weiterhin bestehenden Mangel an Freiheitsrechten für die Gewinnung der nationalen Einheit in Kauf zu nehmen bereit waren und allem in ihren Augen „Undeutschen“ mit auftrumpfender Attitüde begegneten, wie sie für den Wilhelminismus typisch war. Territorial manifestierte sich die Erbfeindschaft in der von Bismarck erzwungenen Abtretung von Elsass-Lothringen und seine Umwandlung in ein Reichsland Elsaß-Lothringen. Das Elsass war im Westfälischen Friede 1648 teilweise unter französische Oberhoheit geraten, in weiteren Konflikten hatte Frankreich die gesamte Region im Laufe des 17. und 18. Jahrhunderts teils durch Eroberung und teils durch Tauschgeschäft unter Kontrolle gebracht. Als einer von wenigen deutschen Politikern protestierte August Bebel am 26. November 1870 in einer berühmten Parlamentsrede im Norddeutschen Reichstag gegen die Annexion von Elsass-Lothringen und wies damals schon auf die wahrscheinliche langfristige Belastung im Verhältnis beider Länder zueinander hin. Tatsächlich bewirkte die Gründung des „Reichslands“ bei den Franzosen einen heftigen Revanchismus, und die Beziehungen beider Staaten wurden auf Dauer vergiftet. Auffallend ist auch das Hermannsdenkmal, dessen Schwert in Richtung Westen ausgerichtet ist.

„An dem Konflikt, der zwei mächtige Nationen gegeneinander aufgebracht hat, trägt Frankreich eine tiefe Mitschuld. Frankreich war es, die ihn seit langem vorbereitet und fast unvermeidbar gemacht hat, indem es die Lebensbedingungen Deutschlands verkannt hat und der notwendigen und legitimen deutschen Einheit mit stiller Feindschaft entgegengetreten ist. (…) Wie schwer tat sich Frankreich, eine gleiche unter gleichen Nationen zu werden! Wie schmerzhaft war es, nicht länger die große Nation, sondern nur eine große Nation zu sein! […]“

Nicht ohne Grund entstanden zu dieser Zeit mehrere Strategische Strecken, insbesondere die Kanonenbahn Berlin–Metz.

Propaganda-Verschlussmarke aus der Zeit des Ersten Weltkriegs

### Erster Weltkrieg
Eine erneute Konfrontation zwischen Deutschland und Frankreich ergab sich aus den Bedingungen des Zeitalters des Imperialismus. Die Nationalstaaten hatten nicht nur in Europa gegensätzliche Interessen, sondern gerieten durch die Ausbildung der Kolonialreiche auch weltweit aneinander. Stand dabei Frankreich zunächst in Gegensatz zu Großbritannien, sorgte die Außenpolitik des Deutschen Reiches unter Kaiser Wilhelm II. dafür, dass sich Deutschland von Großbritannien entfremdete und dafür umso mehr am letzten Bündnisgenossen Österreich-Ungarn festhielt, in „Nibelungentreue“. Gerade dieses Bündnis verwickelte Deutschland dann aber in den Ersten Weltkrieg, da die Habsburger sich auf dem Balkan Serbien und dessen Verbündeten Russland zu Gegnern machten. Frankreich stand mittlerweile fest an der Seite der Briten, so dass man sich auf deutscher Seite erneut vom vermeintlichen Erbfeind bedroht sah, ohne den eigenen Anteil an der Situation wahrhaben zu wollen. 
Auf französischer Seite führte insbesondere die Politik von Raymond Poincaré zu einer Verschärfung der Lage. Jede Möglichkeit zur Verständigung mit dem deutschen Reich wurde von Poincaré hintertrieben. Durch sein Wirken wurde das französisch-russische Bündnis von einem reinen Defensivbündnis zu einem Offensivbündnis. Poincaré hatte also den Bündnisfall für Frankreich erweitert, denn die gemachte Zusage ging über die bestehende Militärkonvention von 1892/94 hinaus. Poincaré hatte den Akzent der französischen Politik ganz und gar auf die Vorbereitung eines Krieges verschoben.
Es kam zu einem vier Jahre andauernden Schlachten in den Stellungsgräben Nordfrankreichs, wobei die Kämpfe um Verdun, die in wenigen Monaten viele Hunderttausend Todesopfer auf beiden Seiten forderten, zum Sinnbild für einen scheinbar uralten Kampf zweier Völker wurden, in Wahrheit aber durch die sinnlosen massenhaften Menschenopfer auch Ausgangspunkt für Versöhnungswünsche werden konnte. Deutschland verlor den Krieg, und viele Deutsche sahen den Friedensvertrag von Versailles als erneute militärische und politische Demütigung, die einer erneuten Mythenbildung Vorschub leistete; man redete sich ein, in Wahrheit „im Felde unbesiegt“ gewesen zu sein (Dolchstoßlegende), und sah die deutsche Novemberrevolution von 1918, in der, getragen von der Arbeiterschaft und von eben jenen und den Kommunisten glorifiziert, die Abschaffung der preußischen Monarchie und damit die Gewinnung moderner politischer Freiheiten gelang, als Verrat an (vermeintlich) urdeutschen Prinzipien.

### NS-Zeit und Zweiter Weltkrieg
Dies war der Boden, den die Nationalsozialisten in ihrem Sinne ausnutzten, die an den Glauben an die deutsch-französische Erbfeindschaft anknüpften. Die Rufe nach einer „Revanche“ wurden laut, und unmittelbar nach der nationalsozialistischen „Machtergreifung“ begann mit der Aufrüstung der Wehrmacht die forcierte Militarisierung Deutschlands, worauf 1936 das entmilitarisierte Rheinland besetzt wurde. Nachdem die Nachbarstaaten in Europa der Ausbildung der Terrorherrschaft in Deutschland weitgehend tatenlos zusahen, entfesselte Adolf Hitler 1939 den Zweiten Weltkrieg, wobei die anfänglichen Blitzsiege einen schnellen Sieg zu versprechen schienen. Hitlers Lebensraumideologie hatte eine Besetzung Frankreichs nicht vorgesehen, so dass zuerst die primären Kriegsziele erfüllt wurden und im Westen der sogenannte Sitzkrieg geführt wurde. Die Besetzung Frankreichs im Mai 1940 erfolgte dann aus strategischen Gründen, um das Deutsche Reich im Westen gegen eine eventuelle Invasion abzusichern, bevor der Russlandfeldzug begann. Frankreich, das unter dem Druck des Vereinigten Königreichs Deutschland den Krieg erklärt hatte, wurde von der deutschen Wehrmacht innerhalb eines Monats geschlagen. Der Norden Frankreichs wurde von den Deutschen besetzt, während sich nach dem Ende der Dritten Französischen Republik im Süden das deutschfreundliche Vichy-Frankreich etablierte. Anders als 1871 wurde das besetzte Elsass-Lothringen diesmal nicht formal annektiert, um den rein kriegstechnischen Charakter der Besetzung Frankreichs zu betonen. Die Politik des nationalistischen Marschalls Pétain, der auf einen Weltmachtstatus für Frankreich an der Seite des nationalsozialistischen Deutschlands hoffte und sich dabei vor allem gegen den vormaligen Verbündeten England wandte (Vive la France, mort à l’Angleterre), wurde von der Mehrheit der Franzosen unterstützt, die Position Charles de Gaulles, der von London aus zum Widerstand gegen die Besatzer aufforderte und für eine eigenständige Großmachtpolitik Frankreichs an der Seite der Westmächte eintrat, erhielt zunächst wenig Sympathien. Mit zunehmender Repression seitens der deutschen Besatzer wandte sich die öffentliche Meinung gegen Pétain und die Deutschen, und die Aktivitäten der Résistance nahmen zu. Nach der erfolgreichen Landung der Alliierten an der Küste der Normandie 1944 konnte Frankreich nach wenigen Monaten befreit werden und erhielt den Status einer Besatzungsmacht bzw. als einer der großen Vier.
Nach beiden Weltkriegen spielte ein Eisenbahnwagen auf der Lichtung von Compiègne eine große Rolle.

### Das Ende der „Erbfeindschaft“: nach 1945
Angesichts der nunmehr totalen Zerstörung Europas und der Niederlage Deutschlands war für nationalistische Gedanken kaum noch Raum, vielmehr herrschte in Deutschland weitgehend Desillusionierung vor. Zugleich setzte sich die Erkenntnis durch, dass die Vorstellung von einer deutsch-französischen Erbfeindschaft ein verhängnisvoller Irrglaube war und die Zukunft in einem gemeinsamen Europa demokratischer Staaten liegen müsse, wobei Deutschland und Frankreich angesichts ihrer Größe eine entscheidende Rolle zukam. Mit dem Schuman-Plan legte die französische Regierung 1950 einen Vorschlag zur Kontrolle der (rüstungsrelevanten) Kohle- und Stahlindustrie beider Länder durch eine gemeinsame Behörde vor. Nach dem Wortlaut des Vorschlags sollte ein Krieg zwischen beiden Ländern „nicht nur undenkbar, sondern materiell unmöglich“ werden. Von deutscher Seite wurde dieser Vorschlag bereitwillig aufgegriffen. Er legte die Grundlage für die Europäische Gemeinschaft für Kohle und Stahl (EGKS), einer Vorgängerorganisation der heutigen Europäischen Union.
Auch auf bilateraler Ebene kam es nach 1950 zu einer schnellen Verbesserung der deutsch-französischen Beziehungen. Dies wurde beispielsweise mit einer Vielzahl von Städtepartnerschaften zwischen den beiden Ländern unterstrichen. Symbolisch unterstrichen wurde das Ende der „Erbfeindschaft“ durch den deutsch-französischen Freundschaftsvertrag (Élysée-Vertrag) von 1963, der unter anderem regelmäßige Regierungskonsultationen in der Außen-, Jugend- und Kulturpolitik festschrieb.

## Belege
1. ↑  Erbfeinde – Erbfreunde. In: Website des Deutsch-Französischen Institutes (PDF, Seite 81).
2. ↑  Erich Bayer (Hrsg.): Wörterbuch zur Geschichte. Begriffe und Fachausdrücke (= Kröners Taschenausgabe. Band 289). 4., überarbeitete Auflage. Kröner, Stuttgart 1980, ISBN 3-520-28904-0, S. 126.
3. ↑  Zitiert nach Erbfeind. In: Etienne François, Hagen Schulze (Hrsg.): Deutsche Erinnerungsorte (= Beck’sche Reihe. Bd. 1813). Band 1. C. H. Beck, München 2009, ISBN 978-3-406-59141-9, S. 389.
4. ↑  Octave Aubry: Das Zweite Kaiserreich. Eugen Rentsch Verlag, Zürich & Leipzig o. J., S. 665.
5. ↑  Johann Peter Eckermann: Gespräche mit Goethe in den letzten Jahren seines Lebens, Bd. 3, Leipzig 1848, S. 315f.
6. ↑  Berthold Seewald: Wie Frankreich zu Deutschlands „Erbfeind“ wurde. In: Die Welt. 13. September 2023. (welt.de)
7. ↑  Rede online: 
August Bebels Rede im Norddeutschen Reichstag gegen den Deutsch-Französischen Krieg und die Annexion von Elsass-Lothringen (26. November 1870)
8. ↑  Deutschlandfunk – Kalenderblatt „Warum haben sie Jaurès getötet?“ Abgerufen am 2. Mai 2025 (deutsch).
9. ↑  Paddock, Troy R.E. (2019). Contesting the Origins of the First World War: An Historiographical Argument. London: Routledge. ISBN 978-1-138-30825-1, S. 115
10. ↑  Stefan Schmidt: Frankreichs Außenpolitik in der Julikrise 1914. Oldenbourg, ISBN 978-3-486-59016-6, S. 255.
11. ↑  Paddock, Troy R.E. (2019). Contesting the Origins of the First World War: An Historiographical Argument. London: Routledge. ISBN 978-1-138-30825-1, S. 119
12. ↑  Rainer F. Schmidt, Aufsatz Revanche Pour Sedan
13. ↑  Europäische Kommission, Schuman-Erklärung, 9. Mai 1950.